# Lisa Brown
Lisa Brown (* 2. August 1954 in Kansas City, Missouri; † 24. November 2021) war eine US-amerikanische Schauspielerin.
Sie gab 1980 ihr Fernsehdebüt in der US-amerikanischen Seifenoper Springfield Story. Dort spielte sie die Rolle der Nola Reardon Chamberlaine bis 1985 und von 1995 bis 1998. In As the World turns spielte sie die Iva Snyder von 1985 bis 1994 und von 1998 bis 2003. Hierfür wurde Brown 1987 und 1988 für den Daytime Emmy nominiert.
Lisa Brown war von 1982 bis 1991 mit dem Schauspieler Tom Nielsen verheiratet. Das Paar bekam zwei gemeinsame Kinder. Ab 1997 war sie die Ehefrau von Brian Neary.